# إدغار غيرهارت
إدغار غيرهارت هو سياسي كندي، ولد في 18 ديسمبر 1923 في Drumheller ‏ في كندا، وتوفي في 25 مايو 1992. نشط حزبياً في حزب الائتمان الاجتماعي في ألبرتا ‏. وقد انتخب عضو الجمعية التشريعية في ألبرتا ‏.